# Wäschepresse
Der Begriff Wäschepresse beschreibt Haushaltsgeräte, mit denen frisch gewaschene Wäsche entwässert oder auch bereits getrocknete Wäsche glattgepresst werden kann. Je nach physikalischem Prinzip und Aufbau des Geräts werden z. B. mechanische und hydraulische Wäschepressen unterschieden.

## Mechanische Wäschepresse

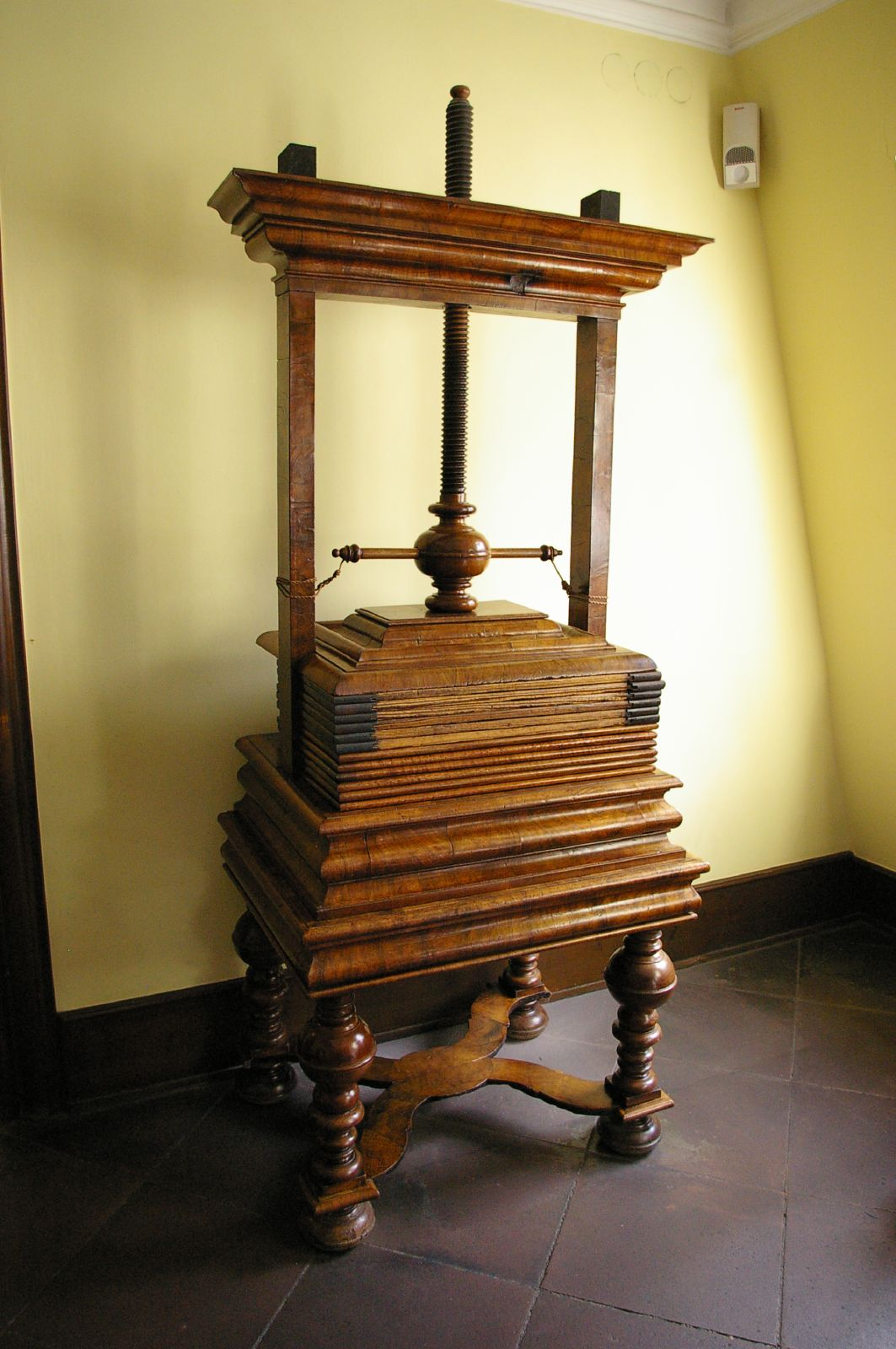
Mechanische Wäschepresse im Goethe-Haus in Frankfurt

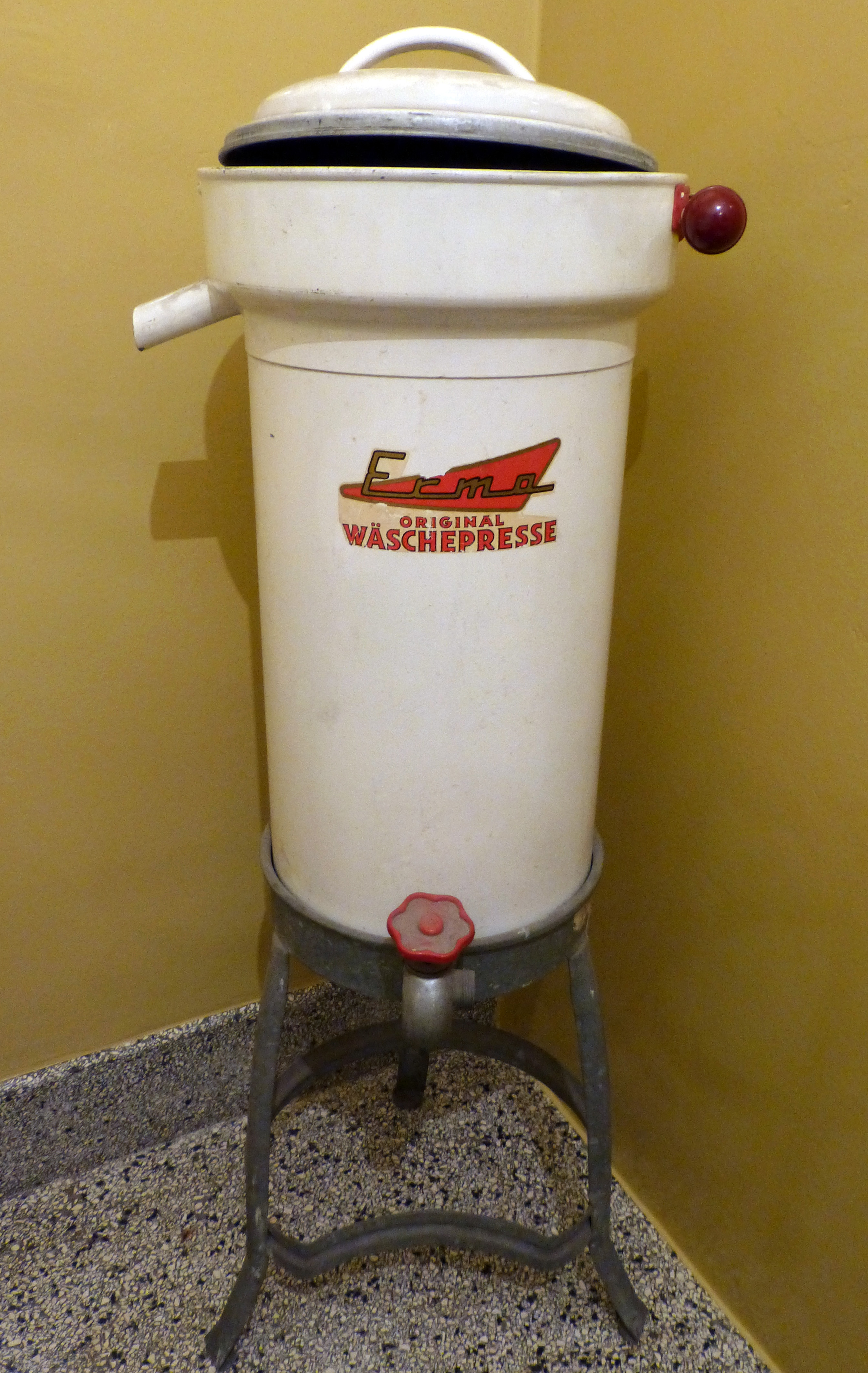
Hydraulische Erma Original Wäschepresse

Die mechanische Wäschepresse, auch Linnenpresse, ist ein seit dem Mittelalter bekanntes Haushaltsgerät, um die Tisch- und Bettwäsche  glattzupressen. Die Bauart ist einer Kelter- oder Buchdruckerpresse ähnlich. Wie bei einer Mangel, ist die  Linnenpresse besonders zum Glätten relativ großer Textilprodukte geeignet. Mechanische Wäschepressen nach dem Spindelprinzip wurden bis in die 1930er Jahre produziert.
Die Wäsche wurde sorgfältig zusammengelegt, unter dem „Spindelbrett“ gestapelt und durch Anziehen der Schraube bis zu zwölf Stunden gepresst. Dies Verfahren schadete jedoch bei zu häufigem Pressen der Wäsche, da an den eingepressten Falten die Leinenfasern mit der Zeit brüchig wurden.

## Hydraulische Wäschepresse
Die hydraulische Wäschepresse nutzt den Druck des Wasserleitungsnetzes (2–8 bar), um nasse Wäsche zu entwässern. Mit Ausbau der Wasserversorgung in den Städten kamen hydraulische Wäschepressen ab ca. 1920 in Deutschland auf den Markt.
Beispielhaft einige wichtige Hersteller der Nachkriegszeit:
- Fa. Robert Thomas
- Fa. Ernst Mergell
- Fa. Herbert Keller
- Fa. Wilhelm Cordes
- Fa. Karl Glemser
- VEB Waschgerätewerk Schwarzenberg

Zwei Ausführungen waren weit verbreitet: Die Ständerwäschepresse stand als selbständiges Gerät auf einem Ständer oder Gestell. Die Anhängewäschepresse wurde an das Gehäuse einer Waschmaschine gehängt. Das ausgepresste Wasser floss dabei in den Waschbehälter zurück.

### Funktionsprinzip
Durch den Wasserleitungsdruck wird ein in einem Druckgefäß (1) eingehängter und mit nasser Wäsche (2) gefüllter Gummisack (3) zusammengedrückt. Das Druckgefäß wird nach Einfüllen der nassen Wäsche mit einem Deckel (4) verschlossen. Das aus der Wäsche herausgepresste Wasser wird in einen Ringkanal (5) gedrückt und von dort fließt es aus dem Abflussstutzen (6) ab. Der Ablasshahn (7) dient zum Ablassen des Druckwassers, nachdem der Wasserhahn (8) geschlossen ist und kein aus der Wäsche ausgepresstes Wasser mehr aus dem Abflussstutzen austritt. Wenn das Druckwasser abgelaufen ist, kann der Deckel zum Herausnehmen der Wäsche geöffnet werden.
Eine Sonderform ist eine  Wäschepresse mit Hydraulischer Fußpumpe. Diese Wäschepresse hat die Besonderheit, dass der Druck auf die Wäsche nicht mit eingelassenem Wasser, sondern mit einem Fußhebel erzeugt wird. Das Wasser fließt nach unten ab.

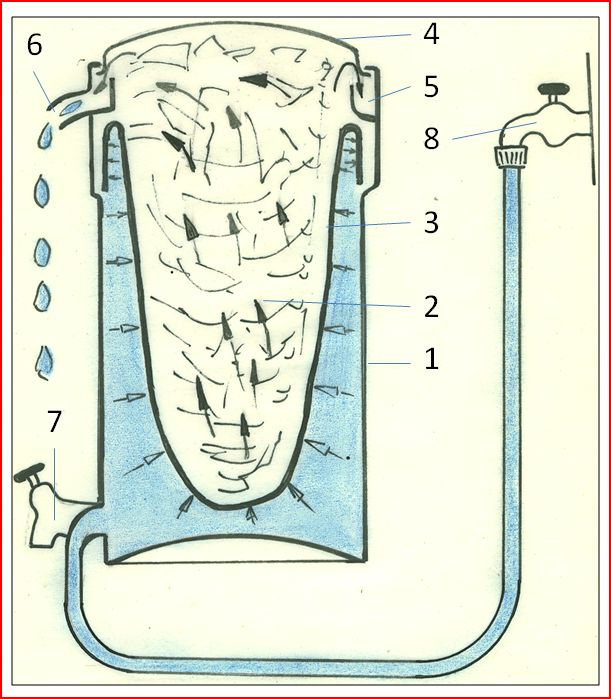
Funktionsprinzip einer hydraulischen Wäschepresse
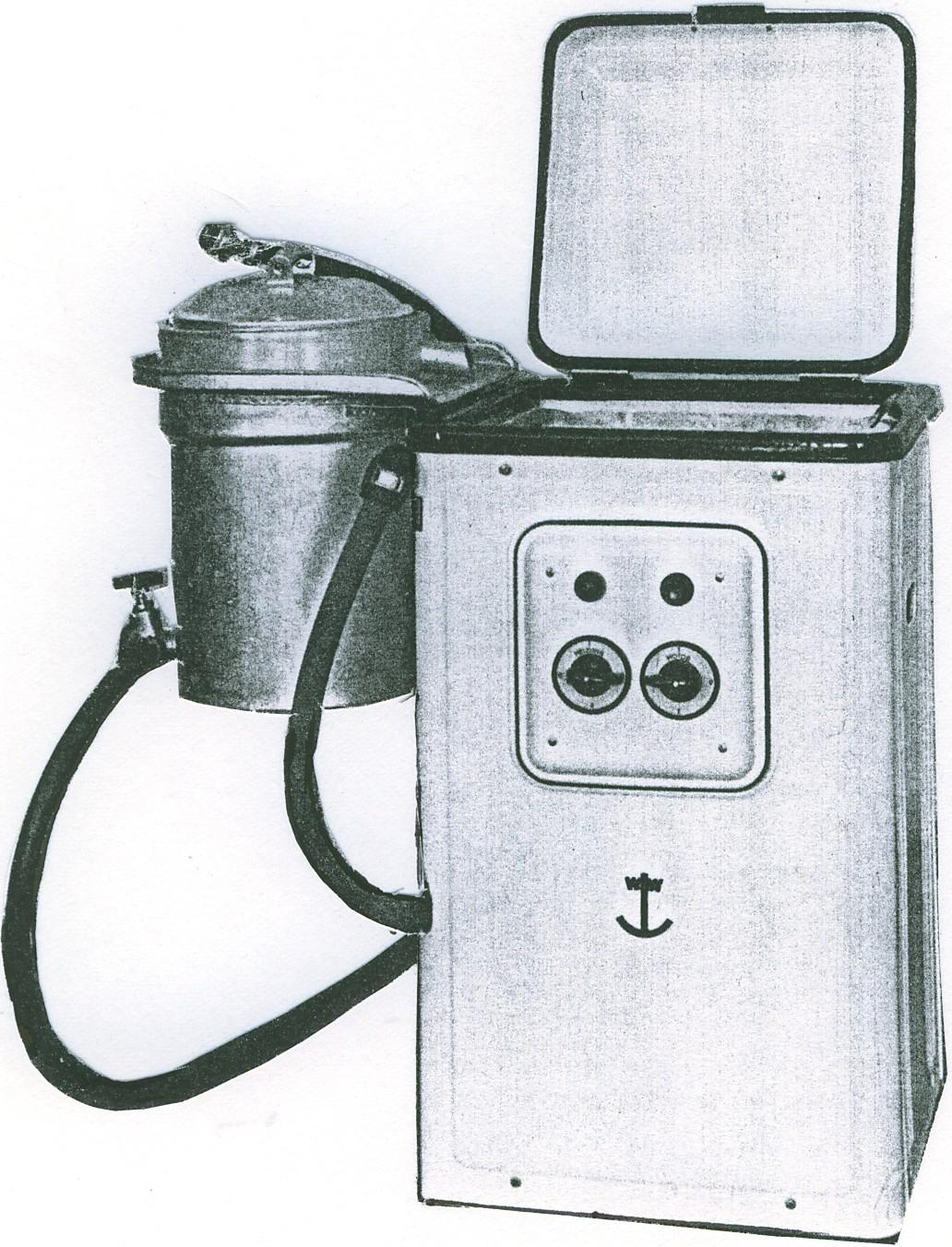
Wellenradwaschmaschine Reni mit Anhängewäschepresse (VEB Waschgerätewerk Schwarzenberg)
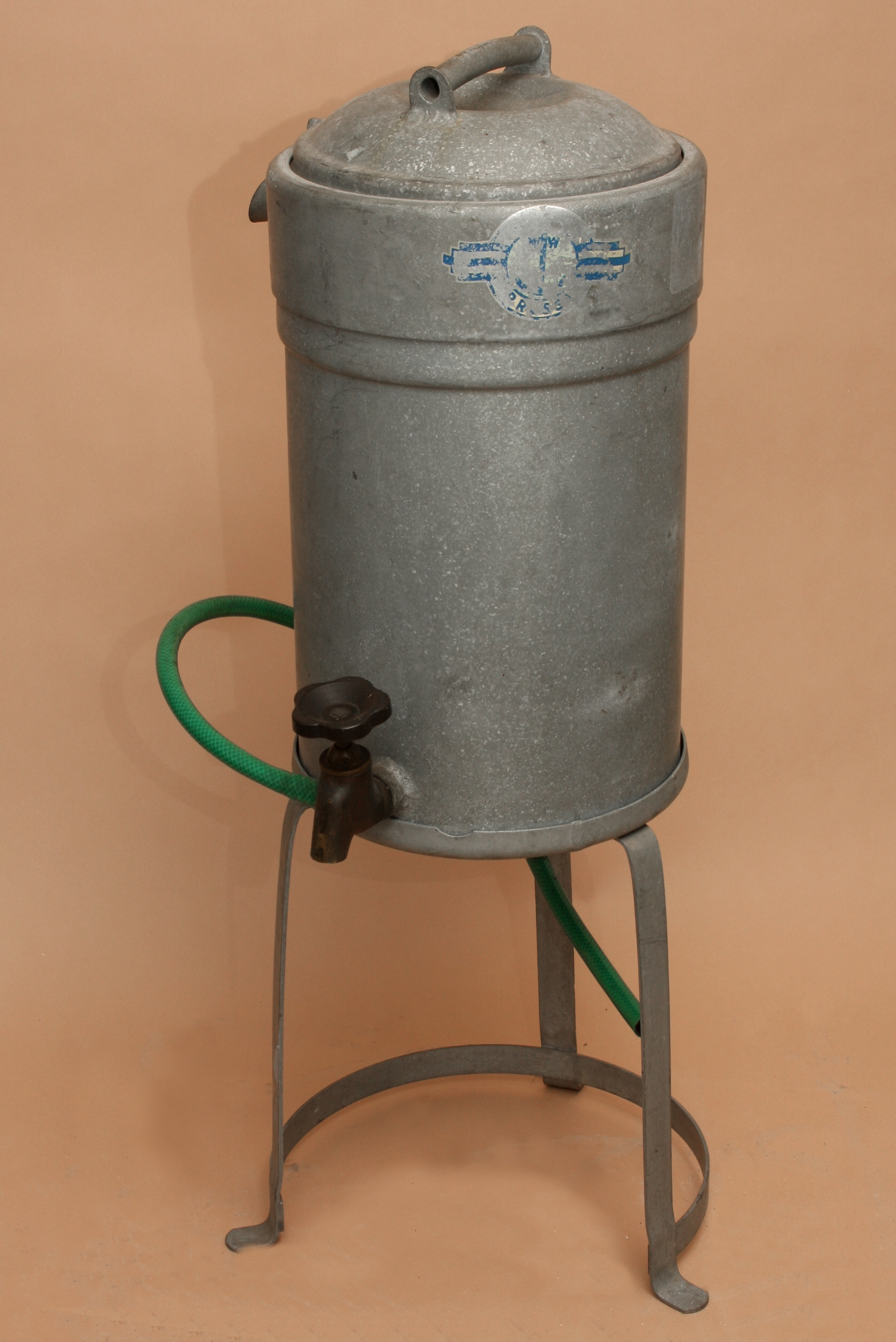
Ständerwäschepresse (VEB Waschgerätewerk Schwarzenberg)
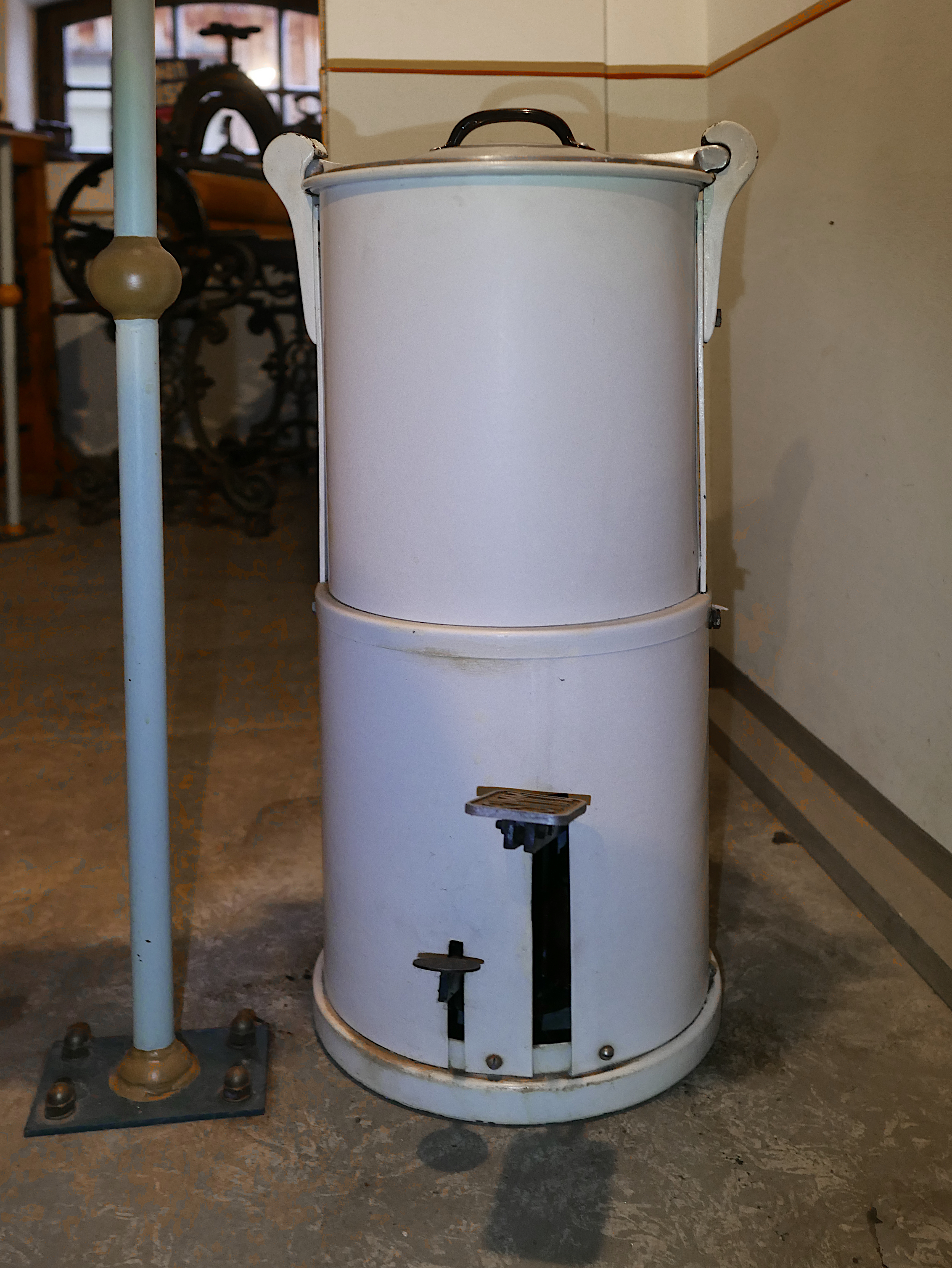
Wäschepresse mit Fußhebel Marke Simm
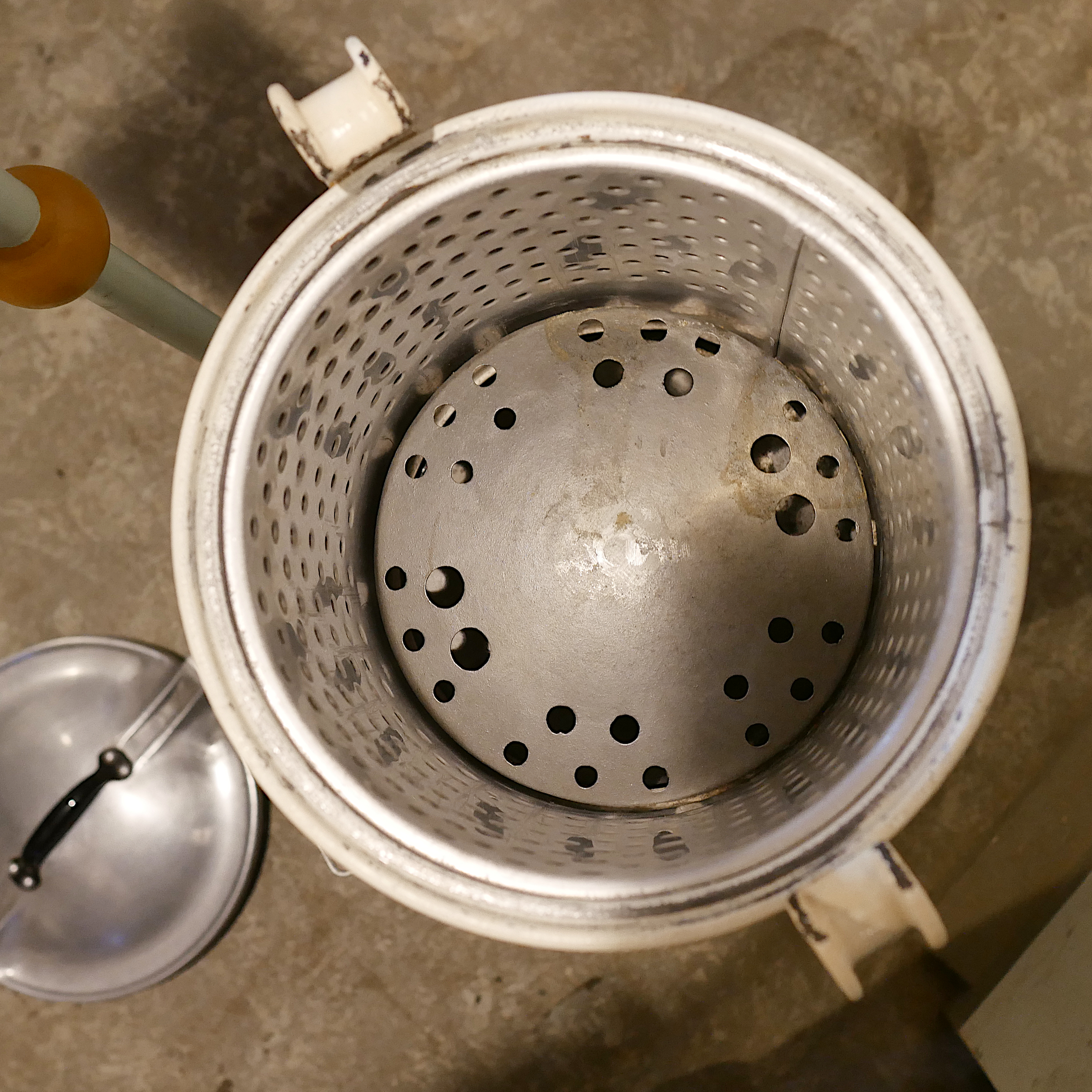
Wäschepresse mit Fußhebel Marke Simm – Innenansicht